# Östra Vemmenhög-stenen
Östra Vemmenhög-stenen (tidligere kaldet Dybäckstenen) er en runesten, som står på sin oprindelige plads ved Dybäcks gods mark ved Herremansbron i Östra Vemmenhög, Skåne. Stenen nævnes allerede i 1591 i A.S. Vedels It Hundrede udvaalde Danske Viser. Et tolkningsforsøg i 1598 gjorde at man troede at stenen var fra kong Snös tid (600-tal e.Kr.). Runestenen blev undersøgt og afbilledet af Skonvig i 1627 og blev optegnet i Ole Worms Monumenta Danica. Johan Göransson afbillede endda stenen i Bautil 1750.
Da Ludvig Wimmer undersøgte stenen i 1876 hørte han et sagn om den: To kæmper havde friet til en ungmø, men eftersom ungmøen ikke kunne vælge hvem af kæmperne hun ville have afgjorde de sagen gennem holmgang. Striden endte med at begge døde. Den ene skulle have faldet ved en høj, som ligger ved Östra Vemmenhög kirke (kaldet Väpnamannahög), og den anden svært sårede kæmpe tog sig til Dybäck, hvor han døde ved Herremansbron. Ungmøen opførte så både høj og sten til de respektive friere. Sagnet viser sig imidlertid at være falsk når man studerer indskriften.
Indskriften lyder:
bruþiR : rasþi : stin : þaisi : aiftiR : busa : bruþur : sin : harþa : kuþan : trik
Transkribering til normaliseret olddansk:
Bróðir reisti stein þenna eptir Bósa, bróður sinn, harða góðan dreng.
Oversættelse til moderne dansk:
Broder rejste denne sten efter sin broder Bose, en meget god dreng.